# Liri Berisha

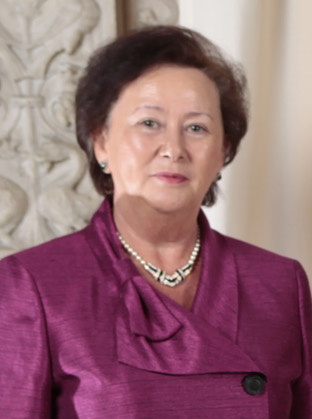
Liri Berisha im Jahr 2009

Liri Berisha (geboren als Slobodanka Ramaj am 5. Juli 1948 in Tirana, Albanien) ist Kinderärztin, Präsidentin der Albanian Children Foundation und Botschafterin des UNICEF.

## Leben
Liri Berisha ist die Tochter von Rexhep Ramaj Balidemaj, einem albanischen Ethiker aus Montenegro, und der in Belgrad geborenen Milica Bulatović. Ursprünglich hieß sie Slobodanka, wurde aber in die albanische Form Liri umbenannt, nachdem es zum politischen Bruch zwischen Albanien und Jugoslawien gekommen war.
Ihr Studium schloss sie an der medizinischen Fakultät der Universität Tirana mit Erfolg ab. Im selben Jahr heiratete sie den Arzt Sali Berisha. Die beiden haben zwei Kinder und sechs Enkelkinder. Liri Berisha arbeitete in der Folge als Kinderärztin. 
Der Sturz der kommunistischen Diktatur markieren eine Schlüsselphase in ihrem Leben, als ihr Mann Sali Berisha die Studentenbewegung zum Sturz des Kommunismus und zur Gründung der ersten Oppositionspartei, der Demokratischen Partei, führte. 1992 wurde Sali Berisha vom ersten pluralistischen Parlament zum Präsidenten der Republik gewählt.
Liri Berisha engagierte sich als Frau des Staatspräsidenten für kranke Kinder. Sie wurde zur Präsidentin der albanischen Kinderstiftung „Domenick Scaglione“ gewählt, die sich um schwerkranke, behinderte, verwaiste und ausgegrenzte Kinder kümmert. Eine der Prioritäten ihres Engagements war die Reduzierung der Kindersterblichkeit.
2008 gründete Liri Berisha die Mother Teresa Cultural Foundation. Ein Jahr später wurde sie durch das Women’s Information Network zur Frau des Jahres gewählt.
Liri Berisha ist Ehrenpräsidentin des UNICEF-Büros in Albanien, das sich für das Recht von Kindern auf Bildung, Erholung und Gesundheitsfürsorge engagiert. Berisha wurde zur lokalen Botschafterin für Albanien und im Kosovo ernannt, speziell für die globale Initiative von UNICEF zur Vorbeugung und Heilung von Tetanus bei Müttern und Neugeborenen in der Zentralafrikanischen Republik.